# Kuzmin
Kuzmin (v srbské cyrilici Кузмин, maďarsky Kozmadamján) je vesnice v Srbsku, která ze správního hlediska spadá pod město Sremska Mitrovica. Rozkládá se západně od města, u chorvatsko-srbské státní hranice. V Kuzminu žije 2 982 obyvatel. Název obce odkazuje na sv. Kosmu a Damiána.
Obec vznikla v 16. století. Od roku 1773 zde stojí současný barokní kostel. V obci se rovněž nacházejí dvě památkově chráněné dřevěné sýpky.
V současné době představuje obec hlavně dopravní křižovatku. Severně od ní se nachází srbská dálnice A3 směřující do Chorvatska a samotným Kuzminem prochází hlavní silnice směrem do města Bijeljina v Bosně a Hercegovině (Republice srbské). Vede kolem ní rovněž i železniční trať Bělehrad–Záhřeb.